# Полет 301 на „Търкиш Еърлайнс“
Полет 301 на „Търкиш Еърлайнс“ е редовен вътрешен пътнически полет от летище „Измир Кумаоваси“, Измир, до летище „Истанбул Йешилкьой“, Истанбул, Турция, управляван от „Търкиш Еърлайнс“. На 26 януари 1974 г. самолетът „Фокър F28-1000 Фелоушип“, който изпълнява полета, се разбива малко след излитане от Измир и убива 67 от общо 73 пътници и екипаж на борда на машината. Оцеляват 6 пътници и 1 от членовете на екипажа. Целият самолет, с изключение на пилотската кабина и опашните части, е унищожен от пожара, което прави невъзможно спасяването на всички пътници с наличните съоръжения на летището.
Самолетът прекарва нощта преди инцидента навън при минусови температури, а това причинява натрупване на скреж по крилата, който не е забелязан от екипажа преди излитане. По време на излитане самолетът претърпява срив и губи скорост заради скрежа по крилата, а това кара машината да се издигне само до около 10 м, преди да се спусне и отклони наляво, след което се разбива в земята и впоследствие се запалва. Разследването показва, че загубата на скорост е прекалено голяма, което означава, че пилотите повдигат носа на машината над оптималния ъгъл по време на излитане, а това причинява срива.
Семействата на жертвите получават 50 000 турски лири като обезщетение от застрахователната компания. Това е най-тежкият инцидент с участието на „Фокър F28“ и вторият най-смъртоносен авиационен инцидент в Турция по това време. Към октомври 2023 г. това е втората най-смъртоносна катастрофа от този тип и петата най-смъртоносна в страната.